# Henrigirardia
Henrigirardia is een geslacht van weekdieren uit de klasse van de Gastropoda (slakken).

## Soort
- Henrigirardia wienini (Girardi, 2001)